# Consonantie
Consonant (Fr.) betekent in de muziek gelijkluidend, samenklinkend. Doordat de frequenties van de samenstellende tonen bij consonanten zich als eenvoudige gehele getallen verhouden, treedt tussen hun harmonischen weinig interferentie op, wat door ons gehoor als aangenaam of rustig wordt ervaren.
Een consonant interval is een combinatie van twee tonen, die op zichzelf een volkomen en bevredigend effect opleveren, dat wil zeggen, die niet noodzakelijkerwijs behoeft te worden gevolgd door een andere combinatie.
Een dissonant (niet samenklinkend) is het tegendeel van een consonant. Een dissonant wordt in een compositie meestal gevolgd door een consonant. Dit geeft de luisteraar een gevoel van spanning en oplossing in de harmonie.
Consonantie bij intervallen: (tussen haakjes de frequentieverhoudingen in de reine stemming)
- Volkomen consonant zijn de reine prime (1:1), het rein octaaf (1:2), de reine kwint (2:3) en de reine kwart (3:4).
- Onvolkomen consonant worden genoemd de grote en kleine tertsen (4:5 en 5:6) en sexten (3:5 en 5:8).
- Dissonant zijn de grote en kleine secundes (8:9 of 9:10, en 15:16) en septiemen (8:15, en 9:16 of 5:9) en de overmatige kwart/verminderde kwint.
- Dissonant zijn ook vele overmatige en verminderde intervallen.
- Het meest consonant is de reine prime, het meest dissonant is de kleine none. De overige intervallen zijn stapsgewijs te rangschikken al naargelang de mate van consonantie of dissonantie.

Consonantie bij drieklanken:
- In een drieklank bestaan drie intervallen; de consonantie van een drieklank is afhankelijk van de intervallen waaruit hij bestaat.
- Consonant zijn de majeur (grote) en mineur (kleine) drieklanken.
- Dissonant zijn de overige drieklanken (zij missen een reine kwint).

Consonantie bij vierklanken zoals septiemakkoorden:
- In een septiemakkoord (een opstapeling van drie tertsen) zijn 6 intervallen aanwezig; de consonantie van een septiemakkoord is afhankelijk van de intervallen waaruit hij bestaat.
- Consonant zijn de majeur (grote) en mineur (kleine) septiemakkoorden.
- Dissonant zijn de overige septiemakkoorden.
- Septiemakkoorden zijn in het algemeen dissonanter dan drieklanken. Binnen een opeenvolging van louter drieklanken wordt een 'an sich' consonant septiemakkoord meestal als dissonant ervaren.

Opvattingsdissonant:
Binnen een bepaalde muzikale context kunnen dissonanten optreden, die akoestisch consonant zijn, maar niettemin in deze context dissoneren. Dit verschijnsel heet opvattingsdissonant (bijvoorbeeld: de tweede omkering van de majeur (grote) en mineur (kleine) drieklanken).